# Manuel Lago González
Manuel Lago González   (Randufe, 25 d'octubre de 1865 - Santiago de Compostel·la, 18 de març de 1925) va ser un clergue, poeta, teòleg i arqueòleg gallec que va escriure en gallec i en castellà. El 1973 se li va dedicar el Dia de les Lletres Gallegues.

## Obra
Va publicar la seva poesia a diverses publicacions de finals del segle XIX i principis de segle xx, com ara La Integridad, El Norte de Galicia, Galicia Diplomática o Galicia Católica. A més, una selecció de les seves obres va ser publicada el 1924 a una edició de Os estudantes ao arcebispo de Santiago.
El 1934 algunes de les seves composicions van ser publicades a un recopilatori en homenatge a la seva figura titulat Homenaxe ao arcebispo Lago González, Fror Nova e O neno Xesús. D'aquesta selecció el músic José Torres Creo va posar-li música a alguns versos.
El 1965 la seva obra poètica es va recollir en un llibre coordinat per Xosé Figueira Valverde.